# Dansa amb dracs
Dansa amb dracs (en anglès: A Dance with Dragons) és la cinquena novel·la de la sèrie de literatura fantàstica Cançó de gel i de foc de l'autor estatunidenc George R. R. Martin. Va aparèixer en anglès el 12 de juliol del 2011 i el 16 de maig del 2012 en català.
El títol de llibre prové de la 'Dansa amb Dracs', una guerra civil que va succeir a Westeros uns 170 anys abans del començament de l'acció. Els contendents foren el rei Aegon II i la seva germana Rhaenyra, i la guerra s'anomenà així perquè tots dos bàndols hissaven l'estandard de la Casa Reial, un drac tricèfal en guls sobre camp negre. Això ha dut a moltes especulacions sobre si la novel·la finalment inclou la llargament esperada invasió de Westeros per part de l'exèrcit de la Daenerys Targaryen, última descendent d'aquesta família que fou desposseïda del tron uns quinze anys abans del primer llibre de la sèrie. Això no obstant, a ComiCon 2006, George R. R. Martin digué que el títol no es refereix a això necessàriament.
Dansa amb dracs era al començament el títol de la segona novel·la de la sèrie, quan Martin pensava realitzar una trilogia. Algunes edicions antigues de Joc de Trons mostren Dansa de dracs com el segon volum de la sèrie. També fou el títol original planejat per a la quarta novel·la. L'antologia Legends, que presenta la novel·la curta El cavaller errant del mateix univers, la considera tercera part de la sèrie.

## Mapes
Tant en la versió original com en la catalana s'hi inclouen tres mapes: Enllà del Mur, prèviament publicat a Xoc de reis i que mostra les terres al nord del Mur; Ciutats Lliures, que mostra les terres de les ciutats lliures (Braavos, Myr, Pentos, Lys...) i la plana del Rhoyne; i Valyria, que mostra les terres que envolten el Mar de l'Estiu (Valíria, Ghiscar, Sothoryos...).

## Argument
Dansa amb dracs segueix on va acabar Tempesta d'espases amb esdeveniments simultanis als que ocorren a Festí de corbs. La Guerra dels Cinc Reis comença a decaure. Al Nord, el rei Stannis Baratheon s'ha instal·lat al Mur i ha jurat guanyar-se la lleialtat dels homes del nord per continuar la seva lluita per reclamar el Tron de Ferro, tot i que això es complica perquè la majoria de la costa oest està ocupada pels Fills del Ferro i en Roose Bolton ha estat nomenat senyor i lord protector al Nord, bo i deixant el seu fill Ramsay Neu a càrrec d'Hivèrnia.
En Ramsay Bolton té com a presoner en Theon Greyjoy que, després d'haver-lo sotmès a tortures, el fa embogir, i creu que és en Pudent, un fastigós esclau d'en Ramsay que va ajudar-lo a saquejar Hivèrnia. En Theon escaparà d'Hivèrnia, ajudat per espies de lord Manderly, amo de Port Blanc i lleial a la casa Stark i Baratheon, i es retrobarà amb la seva germana Asha Greyjoy, presa per les tropes de l'Stannis que esperen entrar a Hivèrnia entre la neu d'una gran tempesta.
Al Mur, en Jon Neu ha estat escollit 998è Lord Comandant de la Guàrdia de la Nit, però té enemics tant a la Guàrdia com molt més enllà del Mur. Tot i això, en Jon Neu sap que la confrontació amb els Altres s'apropa i comença a preparar la Guàrdia i el Mur per al moment de l'enfrontament. Recordant el seu jurament de protegir el regne i els homes, en Jon deixarà entrar els salvatges més enllà del Mur per repoblar les terres de la guàrdia a l'Ofrena i enfortir la Guàrdia de la Nit amb nous homes, fet que provocarà una revolta dins la Guàrdia i en Jon, advertit per la Melisandre, caurà moribund pels traïdors que s'oposen a l'entrada dels salvatges i a ajudar l'Stannis a Hivèrnia contra els Bolton.
Mentrestant, més enllà del Mur, en Bran Stark arriba a una cova protegida per màgia antiga dels espectres i els Altres, i és ajudat a millorar les seves tècniques com a huarg o mudapells. Els seus amics segueixen amb ell, però en Jojen està cada dia més feble.
Han dut en Tyrion Lannister en vaixell a l'altra banda del Mar Estret a la Ciutat Lliure de Pentos, però el seu destí final és desconegut àdhuc per a ell. Durant el seu viatge coneix personatges que faran un canvi fonamental en la guerra, Lord Connington, lleial a la casa Targaryen i fugit per mar després de la Guerra de l'Usurpador, i el príncep Aegon, fill d'en Rhaegar, germà de la Daenerys, i l'Elia de Dorne (el famós nadó assassinat per en Twinn Lannister i posat als peus d'en Robert Baratheon després de conquerir el Tron de Ferro), coneguts com la Companyia Daurada. Sense ni tan sols adonar-se'n, però, és capturat per en Jorah Mormont, expulsat per na Daenerys per traïció, i pretén tornar amb ella amb el nan com a regal. En el seu intent són capturats com a esclaus i venuts a un poderós senyor. Després d'una oportuna ocasió de fugir, s'allistaran en una tropa de mercenaris a l'espera d'atacar Meereen.
A Braavos, l'Arya Stark continua el seu entrenament, arriba a millorar cada cop més i supera cada vegada proves més difícils com a acòlita de la casa del blanc i negre del Déu dels Molts Rostres. Al llunyà est, na Daenerys Targaryen ha conquerit la ciutat de Meereen, però ha decidit quedar-s'hi i governar-la, perfeccionant les seves habilitats com a dirigent que li seran necessàries quan viatgi a Westeros, àdhuc la guerra ha arribat a les portes de la seva ciutat i aprendrà a encarar situacions encara més difícils. Els seus dracs ja són força grans fins i tot per ser muntats, són molt salvatges i difícils de controlar, tant que farà témer tots els seus enemics. En Drogon s'ha escapat i desconeixen on és. Els altres dos romanen emmanillats en un fossat per evitar que continuïn saquejant la ciutat. Ella, després de llargues decisions, acabarà casant-se amb un home de la ciutat veïna per intentar posar pau entre les seves ciutats i mantenir controlats els Fills de l'Harpia, traïdors en el seu regnat i assassins. Després del casament, durant la celebració a l'arena de Meereen (on actua en Tyrion Lannister com a esclau), en Drogon tornarà tot arrasant el fossat i enduent-se damunt seu na Daenerys, que quedarà confinada en una llunyana localitat amb en Drogon. Allà un khalassar la hi troba, i s'adona que torna a ésser fèrtil després de sagnar 'sang de la Lluna'.
A Westeros gairebé tothom coneix ja l'existència de na Daenerys, i des de les Illes del Ferro i Dorne, des d'Antiga i les Ciutats Lliures, s'envien emissaris per trobar-la i fer-la servir per a llurs propis beneficis. De les Illes del Ferro, n'Euron 'Ull de Corb' Greyjoy, escollit per assemblea a Pyke, envia el seu germà Victarion a la recerca d'ella i en Quentyn Martell de Dorne, germà de n'Arianne Martell, hereva de Dorne, que arriba a proposar-li matrimoni un dia abans del seu casament, essent rebutjat. En Quentyn Martell intenta alliberar els dracs presos, però mor cremat.
Finalment, la Companyia Daurada ha arribat Westeros, prenen Perxa de Griu i comencen l'entrada a la Guerra de Westeros. A Dorne, després de l'intent fallit de n'Arianne per casar na Myrcella i coronar-la reina, l'han de tornar a la Fortalesa Roja de Port Reial amb na Nymeria, amb la intenció de col·locar un espia de Dorne a la cort. Mentrestant, na Cersei Lannister és empresonada, ha d'acceptar la seva traïció a la corona i és avergonyida per les septes, va perdre la seva influència i poder, i ha de posar com a Lord Regent del regne el seu oncle Kevan Lannister. A l'última escena reapareix el senyor dels xiuxiueigs Varys, que ha assassinat aparentment en Gran Mestre Pycelle a la seva cambra i es proposa desestabilitzar el Tron del Ferro, en assassinar en Kevan Lannister amb una ballesta, com feu en Tyrion amb el seu pare. L'eunuc ha pres partit pel príncep revingut Aegon, que ajudà a escapar després de la Guerra de l'Usurpador. En Jaime Lannister, que segueix allunyat de Port Reial, aconsegueix posar pau entre diversos lords que asseguren que no saben res del Peix Negre, que ha fugit. En Jaime ho deixa tot en retrobar-se amb na Brienne de Tarth, una aventura desconeguda, i la notícia de la seva fugida amb na Brienne arriba a na Cersei, que queda ben sorpresa.